# The Nightmare Room
The Nightmare Room è una serie televisiva statunitense in 13 episodi, inedita in Italia, trasmessi per la prima volta nel corso di una sola stagione dal 2001 al 2002.
È una serie di tipo antologico indirizzata ai ragazzi in cui ogni episodio rappresenta una storia a sé. Gli episodi sono storie di genere horror e vengono presentati dalla voce di R.L. Stine. È basata sulla serie di racconti per ragazzi dello stesso R.L. Stine. Ogni episodio presenta un bambino o un adolescente di fronte a un fenomeno soprannaturale (un ragazzo che attira la sfortuna, una bambola maligna che prende vita, un ragazzo le cui menzogne si avverano, e così via). Tra gli interpreti: Amanda Bynes, Frankie Muniz, Tania Raymonde, Justin Berfield, Drake Bell, Brenda Song, Shia LaBeouf, A.J. Trauth e Robert Englund. 

## Produzione
La serie fu prodotta da Tollin/Robbins Productions e Warner Bros. Television. Le musiche furono composte da Kristopher Carter.

### Registi
Tra i registi sono accreditati:
- Anson Williams in 2 episodi (2001-2002)
- Ron Oliver in 3 episodi (2001)
- James Marshall in 2 episodi (2002)

### Sceneggiatori
Tra gli sceneggiatori sono accreditati:
- R.L. Stine in 11 episodi (2001-2002)
- Paul Bernbaum in 5 episodi (2001-2002)
- Scott Murphy in 4 episodi (2001-2002)
- Naomi Janzen in 2 episodi (2001)

## Distribuzione
La serie è stata trasmessa negli Stati Uniti dal 31 agosto 2001 al 16 marzo 2002. È stata anche trasmessa in Francia col titolo Aux portes du cauchemar dal 19 ottobre 2002 e in Spagna come The baño de las pesadillas.

## Episodi
| Stagione       | Episodi | Prima TV Originale | Prima TV Italia |
| -------------- | ------- | ------------------ | --------------- |
| Prima stagione | 13      | 2001               |                 |